# Assassin's Creed: Black flag
Assassin's Creed: Black flag is een Amerikaans thrillerroman geschreven door Oliver Bowden gebaseerd op het computerspel Assassin's Creed IV: Black Flag. Het boek werd in het Nederlands vertaald door Lia Belt en uitgegeven in november 2013. De roman is het derde deel van de boekenserie van Assassin's Creed, na Assassin's Creed: Renaissance en Assassin's Creed: Broederschap.

## Verhaal
Black flag volgt het dagboek van Edward Kenway. Hij is de vader van Haytham Kenway en grootvader van Connor Kenway, andere personages die een grote rol hebben in de serie. Edward Kenway is een jonge kaper die voor zijn geliefde Caroline geld wil verdienen, maar ook zijn verleden dwingt hem door te gaan en piraat te worden om zo gerespecteerd te kunnen terugkeren naar zijn geboorteplaats. Ondertussen wordt hij in de eeuwenoude oorlog tussen de Assassijnen en de Tempeliers getrokken.